# Adiantum paraense
Adiantum paraense är en kantbräkenväxtart som beskrevs av Georg Hans Emmo Wolfgang Hieronymus. Adiantum paraense ingår i släktet Adiantum och familjen Pteridaceae. Inga underarter finns listade.